# Helen Dorn: Gnadenlos
Gnadenlos ist ein deutscher Fernsehfilm von Alexander Dierbach aus dem Jahr 2017. Es handelt sich um die siebte Folge der ZDF-Kriminalfilmreihe Helen Dorn mit Anna Loos in der Titelrolle.

## Handlung
Bei einer Wohnungsdurchsuchung des Intensivstraftäters Marek Kurth entdeckt die Polizei einen Schrank, dessen Türen mit Bildern des als gnadenlos bekannten Jugendrichters Werner Kleinert bestückt sind. Das LKA wird verständigt und Kriminalhauptkommissarin Helen Dorn erscheint. Aufgrund der Situation ist von einer akuten Gefährdungslage des Richters auszugehen. Kleinert wird informiert und ihm Personenschutz angeboten, den er allerdings ablehnt, weil er meint, es gewohnt zu sein, den Zorn seiner Klientel zu ertragen. Selbst als ein Brandanschlag auf das Haus des Richters verübt wird, weigert er sich, Personenschutz in Anspruch zu nehmen. Für Helen Dorn ist das unverständlich, schließlich geht es auch um seine Familie, doch die Kommissarin muss sich erst einmal um ihren Vater sorgen, denn dieser muss nach einer Hirnblutung ins Krankenhaus gebracht werden.
Neben der Fahndung nach Marek Kurth versucht Helen andere mögliche Täter nicht außer Acht zu lassen. So hatte Kleinert kürzlich im Rahmen seiner Urteile für den Jugendschutz dem ehemaligen Krankenpfleger Martin Thomczyk wegen Fahrens unter Drogeneinfluss die Vormundschaft für seine Tochter entzogen. Da er flüchtig ist, wird auch nach ihm gefahndet. Die Suche nach Marek Kurth hingegen kann eingestellt werden, da er inzwischen tot im Hafenbecken gefunden wurde. Ein Indiz deutet darauf, dass Thomczyk möglicherweise mit dem Tod von Kurth zu tun hat. Doch der Kommissarin ist das nicht Beweis genug, zumal sie kein rechtes Motiv erkennen kann. Nachdem Thomczyk gefasst wird, räumt er den Brandanschlag auf Kleinert ein, leugnet jedoch, etwas mit dem Mord an Kurth zu tun zu haben.
Im Hause Kleinert beginnen familiäre Probleme. Die halbwüchsige Tochter hat ihren Vater in der Stadt zufällig mit einem jungen Mann in recht eindeutiger Pose beobachtet. Darauf angesprochen wiegelt Kleinert ab und schiebt seine Arbeit vor. In ihrem seelischen Konflikt versucht sich Lisa das Leben zu nehmen. Allmählich kommt auch Helen Dorn dahinter, dass Kleinert ein Geheimnis hat. Sie findet heraus, dass Marek Kurth homosexuell war und einen festen Freund hatte: Tristan Kramer. Bei einer Hausdurchsuchung von Kramers Wohnung findet die Kommissarin den Mietvertrag, woraus hervorgeht, dass Kleinert diese Wohnung für Kramer gemietet hat. Sie will Kleinert zur Rede stellen, trifft ihn jedoch weder im Gericht noch zu Hause an. Tochter Lisa meint, er könnte in ihrer Jagdhütte sein, und um den Weg dorthin zu finden, nimmt Helen sie mit. Unterwegs spürt Helen, dass Lisa von den sexuellen Vorlieben ihres Vaters weiß, aber einfach nicht darüber reden kann. Während sie Lisa im Auto zurücklässt, versucht sie Kleinert allein zu stellen. Sie kann mit ihm reden und er gesteht, Kurth im Zorn erschlagen zu haben, weil er von ihm erpresst wurde, nachdem man ihn zusammen mit Kramer gesehen hatte. Hauptgrund war jedoch Kurths Freundschaft zu Kramer, denn dadurch hätte er den Jungen verloren, weil beide mit dem erpressten Geld im Ausland neu anfangen wollten.
Beim Eintreffen des SEK erschießt sich Kleinert.

## Hintergrund
Die Dreharbeiten für Gnadenlos erfolgten in Köln und Düsseldorf. Gesendet wurde diese siebte Folge der Reihe als ZDF-Samstagskrimi.
Helen Dorn muss in dieser Folge um das Leben ihres Vaters bangen. Nach einer Hirnblutung liegt er im Koma.

## Rezeption

### Einschaltquote
Die Erstausstrahlung von Gnadenlos am 28. Januar 2017 im ZDF erreichte 6,71 Millionen Zuschauer und einen Marktanteil von 20,6 Prozent.

### Kritik
Thomas Gehringer von tittelbach.tv schrieb: „Der siebte ‚Helen Dorn-Film‘ […] beginnt als zäher Themenfilm zum Jugendstrafrecht und wandelt sich dann zu einer soliden Krimi-Tragödie, in der die menschlichen Beziehungen, die Psychologie der Figuren und ihre Geheimnisse in den Mittelpunkt rücken.“
Die Redaktion von TV Spielfilm beurteilt den Krimi mit dem „Daumen nach oben“ und meint: Der Film ist zwar „nicht gnadenlos spannend, aber solide lakonisch“. „In manchen Passagen wirken die Dialoge arg belehrend, psychologisch hätte man ruhig tiefer gründeln können. Aber die Grundidee um Heimlichkeiten und doppelte Moral überzeugt, und die knurrige Dorn darf [endlich mal] weiche Seiten zeigen.“
Matthias Hannemann von der FAZ meinte: „‚Gnadenlos‘ hat alles für einen spannenden Krimi, doch […] die Geschichte [gerät] auf Abwege.“